# Туризм в Гондурасе
Туризм в Гондурасе (исп. Turismo en Honduras) — сектор экономики Гондураса. В 2015 году он составлял 15,9% от валового внутреннего продукта страны, с ожидавшимся ежегодным приростом в 6%. Несмотря на большой туристический потенциал, ежегодный прирост варьируется от 0,5% до 2,5%. В стране развиты водный (виндсёрфинг, дайвинг, сноркелинг, рафтинг, каякинг, рыбалка), культурный (экскурсии, пляжный отдых), пешеходный и экологический (наблюдение за флорой и фауной) виды туризма Города-курорты — Тегусигальпа (столица), Ла-Сейба . Прибывающим в Гондурас туристам необходимо предварительно ознакомиться с законодательными особенностями этой страны. Например, на курорте Омоа в период пасхальных праздников запрещено появляться людям с татуировками. В 2016 году численность туристов в Гондурасе составила 2,3 миллиона человек. Для туристов — граждан Российской Федерации въезд безвизовый; виза необходима для пребывания на территории Гондураса более трёх месяцев.
- Курорт в Гондурасе
- Пляж на Роатане
- Серро-Лас-Минас
- Древний город Копан
- Форт Сан-Фернандо
- Галерея в Тегусигальпе